# عدار أخضر
العُدار الأخضر أو العُدارة الخضراء أو الهدرة الخضراء هو نوع من اللاسعات في جنس العدار يوجد عادة في المياه العذبة الراكدة أو بطيئة الحركة  في المنطقة المعتدلة الشمالية. تُسمى العُدار الأخضر بسبب لونها، والذي يرجع إلى الطحالب الخضراء التكافلية التي تعيش داخل جسمها. تطول هذه المخلوقات 10 مم ولها لوامس يبلغ طولها نحو نصف طولها. هي آكلة اللحوم وتتغذى عادةً على القشريات الصغيرة والحشرات والحلقيات. العُدار الأخضر عادة لاطئة وتعيش على النباتات المائية. تفرز مخاطًا لتلتصق بالركيزة باستخدام قرصها القاعدي.